# پوبیدو ۱۹۰۸
سیارک ۱۹۰۸ (به انگلیسی: 1908 Pobeda، نامگذاری:1972RL2) هزار و نهصد و هشتمین سیارک کشف شده‌است که در ۱۱ سپتامبر ۱۹۷۲ کشف شد.
قدر مطلق سیارک برابر ۱۱٫۷۰ است.